# Дамель
Дамель (словен. Damelj) — поселення в общині Чрномель, Південно-Східна Словенія, Словенія. Висота над рівнем моря: 208,2 м.